# Onverwacht (plantage)

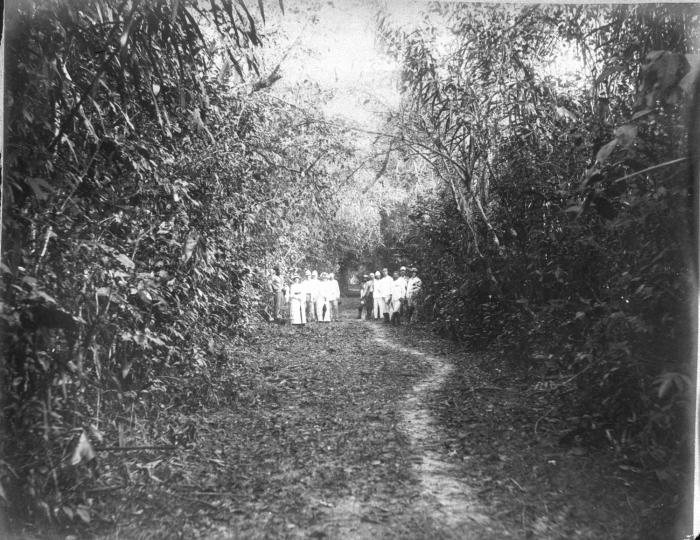
Gouverneur Van Asch van Wijk en gevolg op weg van La Prosperité naar Onverwacht in Boven-Para, Suriname. Foto Julius Eduard Muller, circa 1893. Tropenmuseum, objectnumber 60008968

Onverwacht, ook gespeld Onverwagt, is een voormalige plantage aan de rechteroever van de Hoykreek, een zijtak van de Pararivier. 

## Plantage
Onverwacht werd gesticht in de zeventiende eeuw en was oorspronkelijk een tabaksplantage.
In de eerste helft van de achttiende eeuw kreeg het in het Sranantongo de naam Bose of Bossé naar de eigenaar van de plantage, Frederik Coenraad Bossé. 
De plantage was gelegen in het afvaren van de Parakreek aan de linkerzijde, grenzend stroomopwaarts aan de houtgrond Overtoom, stroomafwaarts aan de houtgrond Osembo. 

## Eigendomssituaties
(naar jaar)
- 1737: Carel de Hoy
- 1770: Frederik Coenraad Bosse
- 1793: Boedel H. D. Sobre, Nanette Samson
- 1819: J.F.v. Marselis 1/2; P.S. Hansen Boedel 1/4 en Wed. H. Schouten 1/4
- 1820: Erv. Schouten 1/4 en G.N. Linck 3/4
- 1827: Erven Schouten 1/4 en H. Schouten 3/4
- 1831: H. Schouten
- 1863: François Gaspard Caupain 2/3 en William Fransua Caupain 1/3, wonende in Suriname

## Emancipatie
Bij de afschaffing van de slavernij in Suriname werden op Onverwacht 172 slaven vrijgemaakt, waarbij 8 nieuwe familienamen werden geboekstaafd, te weten: 
Crisis, Disker, Graf, Loswijk, Nooten, Pinas, Piqué, Vyent.
In 1881 kochten acht vrijgemaakte bewoners de grond over om er een houtplantage te beginnen. Hieruit groeide het dorp Onverwacht, hoofdplaats van het district Para. Op 19 juli 1998 werd het Eigenarenmonument plantage Onverwagt onthuld door de toenmalige minister van Regionale Ontwikkeling Yvonne Raveles-Resida. Ze werd bijgestaan door oudste bewoner van de plantage, Jacques Vyent die toen 92 jaar oud was. Het monument staat op een plek die Bosse Bromki Pen heet. Bij die plek zijn de voorouders in 1881 aangemeerd toen zij met de koopakte uit Paramaribo terugkeerden naar de plantage.